# Босна и Херцеговина на Светском првенству у атлетици у дворани 1997.
Босна и Херцеговина је од стицања независности 1992. године, други пут учествовала на Светском првенству у атлетици у дворани 1997. одржаном у Палати спортова Берси у Париз од 7. до 9. марта. Репрезентацију Босне и Херцеговине, на њеном другом учешћу на светским првенствима у дворани, представљао је један атлетичар, која се такмичио у скоку увис.
Представник Босне и Херцеговине није освојио ниједну медаљу, нити је оборио неки рекорд.

## Учесници
Мушкарци:
- Елвир Крехмић — Скок увис, члан АК Зеница из Зенице

## Резултати

### Мушкарци
| Атлетичар     | Дисциплина | Лични рекорд | Квалификација | Квалификација | Финале               | Финале         | Детаљи                                |
| Атлетичар     | Дисциплина | Лични рекорд | Резултат      | Место         | Резултат             | Место          | Детаљи                                |
| ------------- | ---------- | ------------ | ------------- | ------------- | -------------------- | -------------- | ------------------------------------- |
| Елвир Крехмић | скок увис  | 2,29 НР      | 2,10          | 15. у гр. Б   | Није се квалификовао | 31. / 31. (33) | Архивирано на веб-сајту (6. мај 2016) |